# IC 2391
IC 2391 هو عنقود مفتوح في كوكبة الشراع يتكون من نجوم حارة فَتِيَّة زرقاء، بعضها نجوم ثنائية وأحدهم نظام نجمي رباعي. اكتشف الفلكي المسلم عبد الرحمن بن عمر الصوفي هذا العنقود أول مرة ووصفه بـ"لطخة سحابية" في قرابة عام 964 ميلادي. أعاد نيقولا لويس دو لاكاي اكتشاف هذا العنقود في 1751، وفَهْرَسَهُ باسم Lac II 5.
يقع العنقود النجمي المفتوح IC 2391 على بعد قرابة 490 سنة ضوئية من الأرض، ويمكن رؤيتها بالعين المجردة. يحتوي على نحو 30 نجمًا بإجمالي شدة لمعان (قدر ظاهري) 2.5، منتشرة على قطر 50 دقيقة قوسية.

## أعضاء مرئية وحقيقية
هؤلاء من ضمنهم :
| الاسم                       | القدر الظاهري (V) | تصنيف الطيف | المسافة (سنة ضوئية)                                      |
| --------------------------- | ----------------- | ----------- | -------------------------------------------------------- |
| HD 74195                    | 3.63 متغير        | B3/5(V)     | 496 ± 30.5                                               |
| النظام الثنائي HD 74560     | 4.815             | B3IV        | 490.4 ± 6.9                                              |
| النظام الثنائي HD 74146     | 5.19              | B5IV        | 497.3 ± 7.5                                              |
| HD 74071                    | 5.44              | B5V         | 519.9 ± 7.5                                              |
| المتغير القيفاوي HD 74196   | 5.61              | B9/A0       | 502 ± 4.1                                                |
| المتغير HD 74535 alpha2 CVn | 5.47              | B9III(pSi)  | 421 ± 17.5 والسرعة الشعاعية +14 لذلك فهو ليس عضوًا حقيقيًا |
| HD 75466                    | 6.27              | B8V         | 479 ± 2.8                                                |
| HD 73952                    | 6.43              | B8V         | 483 ± 5.8                                                |
| النظام الرباعي HD 74438.    | 7.58              | A2mA5-A8    | 472 ± 5.2                                                |

يماثل عصر تكوين نجوم المجموعة المفتوحة IC 2602 في كوكبة كارينا المجاورة ، ويبلغ عمر المجموعة طبقا لتقدير حدود نضوب الليثيوم حوالي 50 مليون سنة. يبلغ متوسط المجموعة الأخيرة نفس المسافة تقريبًا ، وتقع على بعد حوالي 485 سنة ضوئية

## روابط خارجية
- IC 2391 على موقع ويكي سكاي: DSS2, SDSS, GALEX, IRAS, Hydrogen α, X-Ray, Astrophoto, Sky Map, Articles and images